# Ticking
Ticking è un brano piano rock scritto ed interpretato dall'artista britannico Elton John; il testo è di Bernie Taupin.

## Struttura del brano
Proviene dall'album Caribou del 1974, ed è considerata dalla critica tra i pezzi migliori dell'intera produzione di Elton, un capolavoro. Anche John Tobler, nel librettino della versione miasterizzata dell'album (1995), si sofferma sulla descrizione del brano.
Ticking è un commovente e struggente pezzo pianistico, che presenta molti virtuosismi, suonato quasi esclusivamente da Elton (è infatti presente solo Dave Hentschel ad accompagnare la rockstar, al sintetizzatore). Della durata di 07:28, è la traccia più lunga dell'LP.

## Significato del testo
Dopo la visione di Targets (Bersagli, 1968), Bernie Taupin decise di scrivere un testo sullo stesso tema del film per il nuovo album di Elton. Ticking (letteralmente Ticchettando) sembra scagliarsi contro la violenza e l'ignoranza: il protagonista viene dipinto come un buon cristiano e uno studente modello.
of the manner in which you died?»
In realtà non è così: il protagonista ha degli evidenti problemi psicologici, non compresi dai suoi, che lo portano a recarsi in un bar nel Queens e ad assassinare 14 persone. Alla fine cade egli stesso vittima della violenza con la quale aveva dato inizio al massacro:
Nel ritornello è evidente la figura della madre, rassomigliante ad uno spettro ormai appartenente al passato.